# Kunstmatige fotosynthese
Kunstmatige fotosynthese is het repliceren van het natuurlijke proces van fotosynthese.  Kunstmatige fotosynthese is een betrekkelijk nieuw onderzoeksgebied. 
Fotosynthese bestaat uit twee halfreacties: de lichtreactie en de donkerreactie. Deze worden apart onderzocht. In de lichtreactie ontstaan waterstof, zuurstof en ook energie in de vorm van adenosinetrifosfaat (ATP). De vrijkomende waterstof kan worden opgeslagen in een brandstofcel en later worden gebruikt.
In de donkerreactie wordt de energie vastgelegd in suikers.

## Belang kunstmatige fotosynthese
Kunstmatige fotosynthese is in potentie van belang omdat natuurlijke fotosynthese door planten op het land slechts 0,3 - 0,8% efficiëntie heeft bij het omzetten van zonlicht in biomassa. Verder kan er niet volstaan worden met alleen elektriciteit van fotovoltaïsche cellen omdat het totale energieverbruik maar voor 25% elektrisch is.
Dat kunstmatige fotosynthese meer potentie kan hebben is logisch omdat planten leven van de opgevangen energie, en niet zijn geëvolueerd om voor ons maximaal biomassa te produceren.
Door de lage efficiëntie van natuurlijke fotosynthese zou er een enorm areaal aan landbouwgrond nodig zijn per persoon. Een Nederlander verbruikt per dag gemiddeld 193 kWh (ter vergelijking, het menselijk lichaam verbruikt in rust 2,4 kWh per dag). Uitgaande van 0,5 W/m² ofwel 160 GJ/(ha jr) die door biomassa gerealiseerd kan worden zou er per persoon 16000 m² landbouwgrond nodig zijn. De langjarig gemiddelde hoeveelheid globale straling is 355 - 390 kJ/(cm² jaar) ofwel 113 - 124 W/m², zodat bij 100% efficiëntie 65 – 71 m² voldoende zou zijn.

## Uitdagingen en mogelijk resultaat in de toekomst
Het complexe proces is moeilijk te repliceren. Bij natuurlijke fotosynthese zijn vele enzymen betrokken die de verschillende reacties katalyseren.  Met kunstmatige fotosynthese zou men zonlicht schoner en efficiënter in energie om kunnen zetten dan met traditionele zonnecellen door het maken van een soort kunstmatige planten.

## Mogelijke producten
De eerste stap in natuurlijke fotosynthese is de oxidatie van water, zodat er zuurstof ontstaat. De reductiestap levert ATP en NADPH op, waarmee vervolgens CO2 gereduceerd wordt in een lichtonafhankelijk proces tot koolhydraten. In het geval van kunstmatige fotosynthese is het het gemakkelijkst waterstof te produceren door de bij de oxidatie van water ontstane H+ te reduceren tot H2. Maar ook kan CO2 gereduceerd worden. Dit kan zijn tot de C1-verbindingen mierenzuur, formaldehyde (methaandiol in water), methanol, methaan of de C2-verbinding oxaalzuur. Uit formaldehyde zouden via de formose-reactie koolhydraten verkregen kunnen worden.

## Initiatieven
Zweden heeft in 1994 het Consortium for Artificial Photosynthesis opgericht.
In Nederland heeft de rijksoverheid vanaf 2009 25 miljoen uitgetrokken voor het onderzoeksprogramma 'Towards Biosolar Cells' die vijf jaar zal duren. Het bedrijfsleven en kennisinstituten voegen hier nog 17 miljoen aan toe. Bij het programma zijn 6 universiteiten, 3 instituten, 30 bedrijven, een hbo-instelling en de Nederlandse organisatie voor Wetenschappelijk Onderzoek betrokken. Eén onderdeel van het programma is de ontwikkeling van kunstmatige bladeren. Dit vormt een groot deel van het onderzoek dat Stichting FOM en het NWO-gebied Aard- en levenswetenschappen (ALW) vanaf 2011 doen.
In februari 2010 was er een workshop in Leiden getiteld "The Artificial Leaf" met 77 deelnemers, waaronder mensen uit Frankrijk, Duitsland, Hongarije, Israël, Italië, Zweden, Engeland en de VS.
In juli 2010 heeft de Joint Center for Artificial Photosynthesis (JCAP) in de VS $ 122 miljoen over vijf jaar toegezegd gekregen van het Department of Energy. De bedoeling is om een prototype te maken die tien keer zo efficiënt is als planten. In juni 2011 is de Joint Center for Artificial Photosynthesis (JCAP)-North geopend.
De internationale conferentie "Towards Global Artificial Photosynthesis: Energy, Nanochemistry & Governance" (GAP) werd in augustus 2011 voor het eerst gehouden (in Australië). Onder de 120 deelnemers van deze conferentie waren ook enkele onderzoekers van de Vrije Universiteit Amsterdam, Universiteit Leiden en Wageningen University. Het programma van de conferentie was zo opgezet dat de onderzoekers hun onderzoeksgebied, zoals bijvoorbeeld het onderzoek naar fotovoltaïsche cellen, meer gaan zien als ook een onderdeel van kunstmatige fotosynthese. Een tweede doel van het programma was de onderzoekers alert te maken op dat kunstmatige fotosynthese niet alleen een technisch onderwerp is. Kunstmatige fotosynthese kan bijvoorbeeld met tegenwerking te maken krijgen van diegenen die verdienen aan fossiele brandstoffen. Ook is het de vraag van wie de gevonden technieken moet zijn, van de mensheid als geheel of van subgroepen.

## Trivia
In de satirische roman Solar (2010) van Ian McEwan, over de persoonlijke en beroepsmatige perikelen van een fictieve beroemde Britse natuurkundige en Nobelprijswinnaar, spelen klimaatverandering en kunstmatige fotosynthese een belangrijke rol.